# ۱۶۱ (میلادی)
۱۶۱ (میلادی) صد و شصت و یکمین سال تقویم میلادی است.

## رویدادها
- به قدرت رسیدن مارکوس اورلیوس امپراتور روم

‎